# Sinfonia n. 3 (Bernstein)
La Sinfonia n. 3 "Kaddish" è una sinfonia corale programmatica di Leonard Bernstein, pubblicata nel 1963. È un'opera drammatica scritta per una grande orchestra, un coro al completo, un coro di ragazzi, un soprano solista e un narratore. "Kaddish" si riferisce alla preghiera ebraica che viene cantata ad ogni servizio di sinagoga per i morti, ma non menziona mai la "morte".

## Storia
La sinfonia è dedicata alla memoria di John F. Kennedy che fu assassinato il 22 novembre 1963, poche settimane prima della prima esecuzione della sinfonia. Leonard Bernstein scrisse lui stesso il testo della narrazione, ma dovette lottare con la propria motivazione per l'aggressività del testo. Nel 2003, dopo aver parlato con Bernstein poco prima della sua morte, il sopravvissuto all'Olocausto Samuel Pisar aggiunse una nuova narrazione sulle sue esperienze personali e su come la sua famiglia soffrì e morì nell'Olocausto e la sua successiva lotta con la sua fede. Gli eredi di Bernstein permisero che questa versione fosse utilizzata solo con Samuel Pisar come voce recitante prima della sua morte nel 2015.

## Strumentazione
La versione rivista è scritta per:
- Narratore
- soprano solista
- coro misto (SATB)
- coro di ragazzi
- orchestra:[3]
  - 4 flauti (3° anche flauto contralto, 4° anche ottavino), 2 oboi, corno inglese, sassofono contralto, clarinetto in mi bemolle, 2 clarinetti in si bemolle e la, clarinetto basso in si bemolle, 2 fagotti, controfagotto
  - 4 corni, tromba in re, 3 trombe in do, 3 tromboni, tuba
  - 5 timpani, 4 percussionisti che suonano: vibrafono, xilofono, glockenspiel, 3 tamburi laterali (rullante, tamburo da campo, tamburo tenore), grancassa, tamburo israeliano, 2 piatti sospesi, 1 paio di piatti crash, piatti da dita, piatti antichi (mi,sol,si,do), tamtam, 3 bongo, 3 blocchi tempio, blocco di legno, blocchi di carta vetrata, raspa, frusta, cricchetto, triangolo, maracas, claves, tamburello, carillon
  - arpa, pianoforte, celesta
  - archi costituiti da primi e secondi violini, viole, violoncelli e contrabbassi.

## Struttura

### I: Invocazione - Kaddish 1
Il testo inizia con un narratore che si rivolge a "Mio Padre" (cioè, Dio). Dichiara che vuole pregare un kaddish. Dopo l'iniziale avvicinamento al Padre in preghiera, un coro canta il suo kaddish in aramaico. Alla fine, il narratore ripete le parole finali della preghiera:
Sh’lama raba! May abundant peace Descend on us. Amen.»
Sh'lama raba! Possa un'abbondante pace discendere su di noi. Amen.»
L'oratore poi si domanda perché avrebbe permesso un tale disordine nella vita dell'umanità, suggerendo che sicuramente doveva avere il potere di cambiarlo.

### II: Din-Torah – Kaddish 2
La preghiera si intensifica in un confronto con il Padre (che non risponde mai nella sinfonia), e in una "certa furia rispettosa", accusandolo di violare la sua promessa con l'umanità. Uno dei testi più toccanti della sinfonia proviene da questo movimento:
Your image; that stubborn reflection of You

That Man has shattered, extinguished, banished.

And now he runs free—free to play

With his new-found fire, avid for death,

Voluptuous, complete and final death.

Lord God of Hosts, I call You to account!

You let this happen, Lord of Hosts!

You with Your manna, Your pillar of fire!

You ask for faith, where is Your own?

Why have You taken away Your rainbow,

That pretty bow You tied round Your finger

To remind You never to forget Your promise?
"For lo, I do set my bow in the cloud ...

And I will look upon it, that I

May remember my everlasting covenant ..."

Your covenant! Your bargain with Man!

Tin God! Your bargain is tin!

It crumples in my hand!

And where is faith now—Yours or mine?»
La tua immagine; quel riflesso ostinato di Te

Che l'uomo ha frantumato, spento, bandito.

E ora corre libero, 4 gatti,  libero di giocare

Con il suo nuovo fuoco, avido di morte,

Morte voluttuosa, completa e definitiva.

Signore Dio degli eserciti, ti chiamo per rendere conto!

Si lascia che questo accada, Signore degli eserciti!

Tu con la tua manna, la tua colonna di fuoco!

Chiedi fede, dov'è la tua?

Perché hai portato via il tuo arcobaleno,

Quel bel fiocco che hai legato al tuo dito

Per ricordarti di non dimenticare mai la tua promessa?
"Perché ecco, io metto il mio arco nella nuvola...

E lo guarderò, che io

Possa ricordare la mia eterna alleanza..."

La tua alleanza! Il tuo patto con l'uomo!

Dio di latta! Il tuo contratto è di latta!

Si accartoccia nella mia mano!

E dov'è la fede adesso, la tua o la mia?»
L'oratore si calma, parla a bassa voce e suggerisce di confortare Dio. Un assolo di soprano diffonde una ninna nanna, intesa ad aiutare l'oratore a cullare dolcemente Dio fino a farlo addormentare, dopodiché l'oratore aiuterà Dio a sognare.

### III: Scherzo – Kaddish 3 – Finale. Fuga-Tutti
Lo scherzo è una sequenza da sogno in un tempo veloce. Dio si è addormentato e il narratore dipinge un sogno. Dio non ha più il controllo e il narratore ha il pieno potere di portare Dio in questo viaggio attraverso la sua immaginazione. L'oratore inizia dipingendo ciò che Dio ha fatto:
Just as You planned it.

Every immortal cliché intact.

Lambs frisk. Wheat ripples.

Sunbeams dance. Something is wrong.

The light: flat. The air: sterile.

Do You know what is wrong?

There is nothing to dream.

Nowhere to go. Nothing to know.»
Proprio come l'hai pianificato.

Ogni cliché immortale intatto.

Capriole di agnelli. Increspature del grano.

I raggi di sole ballano. Qualcosa è sbagliato.

La luce: piatta. L'aria: sterile.

Sai cosa c'è che non va?

Non c'è niente da sognare.

Nessun luogo dove andare. Niente da riconoscere.»
Il narratore procede quindi a mostrare a Dio che ha il controllo di questo sogno.
Real-life marvels! Genuine wonders!

Dazzling miracles! ...

Look, a Burning Bush

Look, a Fiery Wheel!

A Ram! A Rock! Shall I smite it? There!

It gushes! It gushes! And I did it!

I am creating this dream!

Now will You believe?»
Meraviglie della vita reale! Vere meraviglie!

Miracoli abbaglianti! ...

Guarda, un roveto ardente

Guarda, una ruota infuocata!

Un montone! Una pietra! Devo colpirlo? Là!

Sgorga! Sgorga! Ed io l'ho fatto!

Sto creando questo sogno!

Ora ci crederai?»
Un roveto ardente e una roccia zampillante si riferiscono ad alcuni dei miracoli descritti nel Libro dell'Esodo. Il narratore poi colloca un arcobaleno nel cielo, parallelamente alla storia di Noè, quando Dio pose un arcobaleno nel cielo per istituire una nuova alleanza con l'uomo. Con forte trionfo e rabbia, l'oratore dichiara:
Look at my rainbow and say after me:

MAGNIFIED ... AND SANCTIFIED ...

BE THE GREAT NAME OF MAN!»
Guarda il mio arcobaleno e dì dopo di me:

INGRANDITO ... E SANTIFICATO ...

SII IL TUO GRANDE NOME D'UOMO!»
Dopo aver mostrato a Dio i problemi del mondo, lo aiuta a credere nella nuova organizzazione. La musica raggiunge un culmine incredibile, coronato dall'ingresso di un coro di ragazzi che canta la frase "Magnificato e santificato sia il Suo grande nome, Amen" in ebraico.
Il ritmo della musica rallenta, mentre il narratore ha terminato il suo sogno. Si sveglia Dio e poi Dio si confronta con la realtà dell'immagine. Il narratore, soddisfatto che Dio abbia visto i suoi errori, sorride:
You and I, bound by our rainbow.

That is our covenant, and to honor it

Is our honor ... not quite the covenant

We bargained for, so long ago.»
Tu ed io, legati dal nostro arcobaleno.

Questa è la nostra alleanza e onorarla

È il nostro onore ... non proprio il patto

Che abbiamo trattato, tanto tempo fa.»
La narrazione si conclude con un impegno da entrambe le parti, Dio e l'Umano, nel "soffrire e ricrearsi a vicenda".
Sebbene ci sia una risoluzione alla lotta, la musica non finisce trionfante e grandiosa. Invece, finisce in un finale kaddish del coro e l'accordo finale è dissonante, suggerendo che non tutto è ancora giusto e che deve essere fatto altro lavoro.

## Esecuzione
La sinfonia è stata eseguita per la prima volta a Tel Aviv, Israele, il 10 dicembre 1963, con Bernstein alla direzione della Israel Philharmonic Orchestra, Jennie Tourel (mezzosoprano), Hanna Rovina (narratore) e i cori di Abraham Kaplan. In questa versione originale della Sinfonia Kaddish, Bernstein ha specificato che il narratore è una donna. Il lavoro è stato generalmente accolto con grande entusiasmo in Israele.
La prima americana dell'opera ebbe luogo subito dopo, il 10 gennaio 1964, a Boston con Charles Münch alla direzione della Boston Symphony Orchestra, del New England Conservatory Chorus e del Columbus Boychoir, sempre con Tourel (mezzosoprano), ma ora con la moglie di Bernstein, Felicia Montealegre, come narratrice. Le reazioni americane al lavoro furono decisamente contrastanti, spaziando da molto favorevoli a recensioni al vetriolo.
Nel 1977 Bernstein revisionò la sinfonia, dicendo: "Non ero soddisfatto della (versione) originale. Era troppo parlata. Il pezzo è ... (ora) più sottile e più breve". Con la revisione, Bernstein non ha più specificato il genere del narratore e sono state effettuate registrazioni con narratori sia maschili che femminili. Nella prima registrazione qui sotto (che è della versione originale per narratore femminile), il narratore era la moglie di Bernstein, Felicia Montealegre, mentre nella seconda e terza registrazione più in basso (che erano dell'opera rivista), i narratori erano uomini, Michael Wager e Willard White.
Durante un'esibizione della Sinfonia Kaddish al Kennedy Center di Washington, il 17 marzo 1981, secondo quanto riferito, Bernstein pianse copiosamente. Questa forte emozione non interferì con la sua direzione del pezzo. Successivamente riferì in privato di aver visto, fluttuare sopra il palco davanti alle grandi canne d'organo, gli spiriti di John e Robert F. Kennedy e di sua moglie Felicia, morta nel 1978.

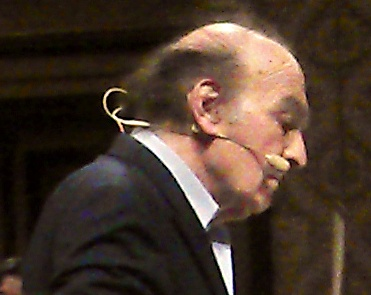
Samuel Pisar

La Sinfonia Kaddish è stata spesso narrata da Samuel Pisar fino alla sua morte nel 2015; scrisse un nuovo testo per descrivere la sua esperienza con l'Olocausto, quando tutta la sua famiglia soffrì e la maggior parte morì. Pisar scrisse questa versione del testo per la Sinfonia Kaddish "in memoria di Leonard Bernstein, un amato amico".
La prima rappresentazione in Francia ha avuto luogo nel 1994 ed è stata eseguita dalla Formation Symphonique del Chœur et Orchester des Grandes Écoles con Mari Kobayashi come solista e Michael Lonsdale come narratore.
Nel novembre 2017 la Kaddish è stato eseguita in tre concerti dalla New York Philharmonic per commemorare il 100º compleanno di Bernstein alla David Geffen Hall, con Tamara Wilson (soprano), Jeremy Irons (narratore) e Leonard Slatkin alla direzione.

## Incisioni
- Registrazione della prima americana (prima versione) con Charles Münch alla direzione della Boston Symphony Orchestra, del New England Conservatory Chorus e del Columbus Boychoir con Jennie Tourel (mezzosoprano) e Felicia Montealegre (narratore) (Kipepeo) registrata nel 1964 e pubblicata nel 2017
- Prima registrazione in studio (prima versione) con Bernstein che dirige la New York Philharmonic, il Columbus Boychoir e la Camerata Singers con Jennie Tourel (mezzosoprano) e Felicia Montealegre (narratore) (Columbia Masterworks, Stereo KS 6605)
- Registrazione della prima (versione rivista), con Bernstein alla direzione della Israel Philharmonic Orchestra e del Vienna Boys' Choir con Montserrat Caballé (soprano) e Michael Wager (narratore) (Deutsche Grammophon 463462)
- Gerard Schwarz dirige la Royal Liverpool Philharmonic Orchestra, il Royal Liverpool Philharmonic Choir, il Liverpool Cathedral Choir ed il Liverpool Philharmonic Youth Choir con Yvonne Kenny (soprano) e Willard White (narratore) (Naxos Records 8559456)
- Yutaka Sado alla direzione dell'orchestra e del coro della radio francese con Karita Mattila (soprano) e Yehudi Menuhin (narratore) (Erato2564 69655-6) registrato nel 1999 e pubblicato nel 2008.
- Leonard Slatkin dirige la BBC Symphony Orchestra and Chorus, i BBC Singers, la London Oratory School Schola, con Ann Murray (soprano) e Jamie Bernstein (narratore) (Chandos CHSA 5028)